# Quận Oldham, Texas
Quận Oldham (tiếng Anh: Oldham County) là một quận trong tiểu bang Texas, Hoa Kỳ. Quận lỵ đóng ở thành phố Vega. Theo kết quả điều tra dân số năm  2000 của Cục điều tra dân số Hoa Kỳ, quận có dân số 2181 người.